# 怪核
怪核（英語：Weirdcore） 是一种深受超现实主义影响的网络美学和艺术行为，此类艺术一般以低品質摄影或数字图形为中心。这些图形及数字图形被精心构建，编辑以向观者传达混乱、迷失、疏离、怀旧或厌世的感觉。从视觉上看，它受到旧互联网上共享图像的总体外观和感觉的强烈影响，大约是从1980年代末到2010年代初中期。业余编辑、原始数字图形、低保真摄影和图像压缩是怪核图像中最常见的一些元素。类似的美学还有梦核。

## 起源
目前，怪核的确切起源尚不明确、但最早可以追溯到2010年代中后期。 
最早的怪核的创作日期是在2017年，但可能还有一些早期的例子仍然不为人知。有一个名为DavidCrypt的YouTuber上传了一段视频来解释这种怪异的审美观时，这种类型的艺术开始流行起来。虽然有受欢迎的怪核创作者，但通常很难找到受欢迎的内容和创作者的来源，因为大多数最新的古怪核心内容都上传到Tumblr平台，Tumblr平台并不支持显示关注者数量。

## 表现手法
业余编辑、原始数字图形、低保真摄影和图像压缩是怪核图像中最常见的元素。从视觉上讲，怪核往往传达出一种恐惧感，这种恐惧感是由其低品质的图像及思想联系所在的位置或信息所引起的。
然而，这并不意味着怪核深深植根于恐怖之中，因为留给的恐惧感仅仅是置于陌生环境或语境中的副作用。这纯粹是主观的，但取决于观看者将自己的生活经验与图片内容编辑；虽然有些观看者可能会觉得怪核形象可怕或不祥，但其他观看者可能会感到怀旧，甚至安慰的感觉。

## 视觉构架
业余或低保真摄影是怪核最常见的元素。这些往往是“阈限空间”，也属于一种美学，怪核有一个很强的联想反应，往往依赖于生活经验，但联想不是强制性的。图像的虚拟部分通常（但不总是）以纯文本的形式表现出来，它传达的信息是不完整的或断章取义的，这样，就可以（在潜意识）提出疑问，并对所呈现给观看者的陈述的含义做出自己的解释。
然而，重要的是要知道怪核的这两个“部分”不需要同时出现才能形成一个好的形象。怪核图像可以完全由虚拟元素构成，并且仍然可以这样分类。同样的道理也适用于业余及低保真摄影，但不管如何处理创造古怪核心的过程，这些图像仍应旨在将观众置于一个陌生的、偶尔有点敌对的环境中。

## 拓展阅读
- 互联网美学（英语：Internet_aesthetic）
- 超现实主义
- 阈限空间
- The Backrooms
- 梦核
- 池核
- 食核
- 伤核